# Euthyneura inermis
Euthyneura inermis är en tvåvingeart som först beskrevs av Becker 1910.  Euthyneura inermis ingår i släktet Euthyneura och familjen puckeldansflugor. Inga underarter finns listade i Catalogue of Life.